# العلاقات السيراليونية الكمبودية
العلاقات السيراليونية الكمبودية هي العلاقات الثنائية التي تجمع بين سيراليون وكمبوديا.

## مقارنة بين البلدين
هذه مقارنة عامة ومرجعية للدولتين:
| وجه المقارنة                                              | سيراليون       | كمبوديا                   |
| --------------------------------------------------------- | -------------- | ------------------------- |
| المساحة (كم2)                                             | 71.74 ألف      | 181.03 ألف                |
| عدد السكان (نسمة)                                         | 7.56 مليون     | 16.01 مليون               |
| الكثافة السكانية (ن./كم²)                                 | 105.38         | 88.44                     |
| العاصمة                                                   | فريتاون        | بنوم بنه                  |
| اللغة الرسمية                                             | لغة إنجليزية   | اللغة الخميرية            |
| العملة                                                    | ليون سيراليوني | ريال كمبودي، دولار أمريكي |
| الناتج المحلي الإجمالي (بليون دولار)                      | 3.77 مليار     | 22.16 مليار               |
| الناتج المحلي الإجمالي (تعادل القوة الشرائية) بليون دولار | 10.13 مليار    | 54.37 مليار               |
| الناتج المحلي الإجمالي الاسمي للفرد دولار أمريكي          | 653            | 1.16 ألف                  |
| الناتج المحلي الإجمالي للفرد دولار أمريكي                 | 1.97 ألف       | 3.26 ألف                  |
| مؤشر التنمية البشرية                                      | 0.413          | 0.555                     |
| رمز المكالمات الدولي                                      | +232           | +855                      |
| رمز الإنترنت                                              | .sl            | .kh                       |
| المنطقة الزمنية                                           | 00             | ت ع م+07:00               |

## منظمات دولية مشتركة
يشترك البلدان في عضوية مجموعة من المنظمات الدولية، منها:
| علم المنظمة | اسم المنظمة                                                | تاريخ انضمام سيراليون | تاريخ انضمام كمبوديا |
| ----------- | ---------------------------------------------------------- | --------------------- | -------------------- |
|             | مؤسسة التنمية الدولية                                      | 13 نوفمبر 1962        | 22 يوليو 1970        |
|             | يونسكو                                                     | 28 مارس 1962          | 3 يوليو 1951         |
|             | مؤسسة التمويل الدولية                                      | 10 سبتمبر 1962        | 26 مارس 1997         |
|             | منظمة حظر الأسلحة الكيميائية                               | ?                     | ?                    |
|             | الأمم المتحدة                                              | 27 سبتمبر 1961        | 14 ديسمبر 1955       |
|             | الاتحاد الدولي للاتصالات                                   | 30 ديسمبر 1961        | 10 أبريل 1952        |
|             | منظمة الشرطة الجنائية الدولية                              | ?                     | ?                    |
|             | البنك الدولي للإنشاء والتعمير                              | 10 سبتمبر 1962        | 22 يوليو 1970        |
|             | الاتحاد البريدي العالمي                                    | ?                     | ?                    |
|             | المركز الدولي لتسوية المنازعات الاستشارية                  | 14 أكتوبر 1966        | 19 يناير 2005        |
|             | وكالة ضمان الاستثمار متعدد الأطراف                         | 20 يونيو 1996         | 1 ديسمبر 1999        |
|             | العملية المشتركة للاتحاد الأفريقي والأمم المتحدة في دارفور | ?                     | ?                    |
|             | منظمة التجارة العالمية                                     | ?                     | ?                    |

## وصلات خارجية
- موقع وزارة الخارجية الكمبودية